# 奎媛媛
奎媛媛（1981年6月23日—），北京人，中国女子体操运动员，是中國第一個自由體操世界冠軍。由于她长着一副大脑壳，因此在中国体操队外号叫“奎大头”，简称“大头”。

## 生平

### 职业生涯
奎媛媛四岁进入北京什刹海体校，开始练习体操。
1993年，她代表北京队参加了中国第七届全国运动会，一鸣惊人，发挥出色，协助北京队获得女子团体亚军。而她自己则在平衡木上获得第四名，当时年仅10岁。
同年底，她参加中国全国少年体操选拔大集训。最终通过选拔，顺利加入国家队，主管教练是张仲霖和刘群琳。
1996年4月，第32届世界体操锦标赛在美国波多黎各举行。年仅15岁的奎媛媛代表中国队参赛。本来她是冲平衡木金牌而去的，结果她以一套流畅的自由体操获得了全场喝彩，最后和罗马尼亚选手吉娜·高吉安（Gina Gogean）并列该项目的冠军。这也是中国体操史上第一个女子自由体操世界冠军。以前的金牌都是平衡木和高低杠这两个项目。
奎媛媛也参加了同年的亚特兰大奥运会，这是她首次亮相奥运赛场，最终获得团体第四名。资格赛的时候她的平衡木成绩是全场最高分9.875分。
1997年，第33届世界体操锦标赛在瑞士洛桑举行，奎媛媛作为主力为中国女队获得团体铜牌立下汗马功劳，同时获得平衡木第三名。当时的冠军吉娜·高吉安以一套九十年代历届世锦赛平衡木最简单的动作夺冠。而奎媛媛整套动作难度大，却由于裁判打分的问题而最后屈居第三。后来国际体操联合协会也认为这个分数的裁定是一个失误。
1998年，奎媛媛代表国家队征战各地。在日本举行第九届的体操世界杯总决赛上，奎媛媛获得平衡木银牌和跳马铜牌。之后在泰国曼谷举行的第十三届亚运会上，奎媛媛和队友一起获得团体金牌，她个人也表现不俗，获跳马金牌和自由操银牌。
2000年悉尼奥运会，她参加女子团体比赛，在跳马时，第一跳成功，完成得很好，但第二跳时由于跳马高度设置不对，翻转不到位，落地时扭到了帶著舊傷的膝蓋。奎媛媛忍著痛，勉強向裁判致謝，之后由教练刘桂成抱下赛场。最终，中国队获得团体項目第三名（铜牌）。
由於舊傷復發，以至於退出了该届奥运会其余的體操比赛。而奎媛媛未能參加平衡木比賽，奪取她夢寐以求的平衡木冠軍，成為了她人生中的遺憾。
从悉尼回来后，奎媛媛做了膝盖的手术，之后退役。

### 退役后生活
2002年9月，奎媛媛进入了对外经贸大学法语系学习，不到半年她就选择了休学。之后在一家体育产业公司担任总经理助理，主要负责几项大学生体育赛事的推广。
2006年結婚，2007年誕下一女。